# Sainte-Lunaise
Sainte-Lunaise ist eine ehemalige französische Gemeinde mit 17 Einwohnern (Stand: 2016) im Département Cher in der Region Centre-Val de Loire. Sie gehörte zum Arrondissement Bourges und zum Kanton Trouy.
Mit Wirkung vom 1. Januar 2019 wurden die früheren Gemeinden Corquoy und Sainte-Lunaise zur namensgleichen Commune nouvelle Corquoy zusammengeschlossen. Den ehemaligen Gemeinden wurde in der neuen Gemeinde der Status einer Commune déléguée nicht zuerkannt. Der Verwaltungssitz befindet sich im Ort Corquoy.

## Geographie
Sainte-Lunaise liegt etwa 18 Kilometer südsüdwestlich von Bourges in Zentralfrankreich. Umgeben wird Sainte-Lunaise von den Ortschaften Arçay im Norden, Levet im Norden und Osten, Châteauneuf-sur-Cher im Osten, Serruelles im Südosten, Corquoy im Südwesten sowie Lapan im Westen.

## Bevölkerungsentwicklung
| Jahr                       | 1962 | 1968 | 1975 | 1982 | 1990 | 1999 | 2006 | 2016 |
| Einwohner                  | 43   | 43   | 31   | 36   | 29   | 23   | 23   | 17   |
| Quellen: Cassini und INSEE |      |      |      |      |      |      |      |      |

## Sehenswürdigkeiten
- Kirche Sainte-Lunaise